# Yoletti Cabrera
Yoletty Beatriz Cabrera Armas,  también conocida como Yoletti Cabrera es una actriz y modelo venezolana, nacida en Caracas el 25  de diciembre de 1969, se ha destacado en diferentes ámbitos de las artes sobre todo en la actuación donde ha tenido papeles relevantes en las telenovelas del extinto canal RCTV allí destacan sus actuaciones en: Angélica Pecado,  Amor a Palos así como otros títulos famosos en su país natal entre los 90's y principios del 2000.

## Filmografía

### Televisión
A lo largo de su amplia trayectoria, Yoletti ha tenido la oportunidad de trabajar en más de 12 producciones dramáticas venezolanas, compartiendo créditos con diferentes actores de talla nacional y también internacional, tal es el caso de Amor a Palos, dramático  en el cual  compartió escenas con la renombrada actriz colombiana  Natalia Ramírez.
| Novela                                    | Canal      | Año       | Personaje         | Observaciones                                                        |
| ----------------------------------------- | ---------- | --------- | ----------------- | -------------------------------------------------------------------- |
| Que el cielo me explique                  | Televen    | 2011      | Marilú Roncayolo  | Personaje Estelar                                                    |
| Toda una dama                             | RCTV       | 2007      | Whitney           | Personaje Estelar                                                    |
| Te tengo en Salsa                         | RCTV       | 2006-2007 | Franccesca León   | Personaje Estelar                                                    |
| Amor A Palos                              | RCTV       | 2005-2007 | Doris Salcedo     | Personaje Estelar                                                    |
| Estrambótica Anastasia                    | RCTV       | 2004      | Pía Borosfky      | Personaje Estelar                                                    |
| Angélica Pecado                           | RCTV       | 2002      | Diana León        | Personaje Estelar                                                    |
| Luisa Fernanda                            | RCTV       | 1999      | Gladys Méndez     | Personaje Estelar                                                    |
| Archivo Criminal (Programa de televisión) | RCTV       | 1999-2002 | Dulce             | Personaje Protagónico Ep. 4 "Doble Homicidio, la viuda de los Andes" |
| Llovizna                                  | MarteTV    | 1997      | Soledad Barrancos | Personaje Estelar                                                    |
| La hija del presidente                    | MarteTV    | 1994      | Jimena            | Participación                                                        |
| Sirena                                    | MarteTV    | 1993      | Frenesí           | Participación                                                        |
| La loba herida                            | MarteTV    | 1992      |                   | Participación                                                        |
| La traidora                               | Venevisión | 1991-1992 |                   | Participación                                                        |

## Concursos de belleza y modelaje
Como muchas actrices y figuras públicas venezolanas de la década de 1990, Yoletti Cabrera también se dio a conocer en la palestra pública a través de concursos de belleza, siendo su participación en el certamen Miss Venezuela 1989, representando el Estado Guárico, lo que le abriría las puertas del espectáculo,  también estuvo en la edición del Chica 2001 (CONCURSO VENEZOLANO) de ese mismo año. 

## Actualidad
En este momento Yoletti Cabrera parece estar alejada del ambiente artístico. En LinkedIn hay una cuenta con su nombre y fotografía en donde dice que sus áreas de desempeño son: las Ventas, la Cocina y las Relaciones Públicas, del mismo modo se indica que actualmente reside en Barcelona, España.
Asimismo, existe una cuenta de Instagram a su nombre y con su foto, pero, la misma permanece con carácter de privada, contando con sólo 420 seguidores, vale la pena destacar que no se puede saber a ciencia cierta  sí estos perfiles, tanto en LinkedIn como en Instagram, son manejados por ella.